# 신경발달장애
정서 조절 부전은 정서 상태에 유연하게 반응하고 관리하는 능력의 부족을 특징으로 하며, 이는 접하는 환경 자극의 특성을 고려할 때 사회 규범에서 벗어나는 강렬하고 지속적인 정서적 반응으로 이어진다. 이러한 반응은 용인되는 사회 규범에서 벗어날 뿐만 아니라, 비공식적으로는 접하는 자극에 대해 적절하거나 비례한다고 여겨지는 정도를 넘어선다.
이는 종종 뇌손상과 같은 신체적 요인이나 아동 학대, 방임, 시설 학대를 포함한 유년기 역경 경험 및 지속적인 학대와 같은 심리적 요인과 관련이 있다.
정서 조절 부전은 정신 질환 및 신경발달장애가 있는 사람들에게 나타날 수 있는데, 예를 들어 주의력결핍 과잉행동장애, 자폐 스펙트럼 장애, 양극성 장애, 경계선 인격장애, 복합 외상 후 스트레스 장애, 그리고 태아 알코올 증후군이 있다. 감정 조절 부전은 기분 장애 및 불안장애를 가진 개인에게도 나타난다. 경계선 인격장애 및 복합 외상 후 스트레스 장애와 같은 경우, 정서적 자극에 대한 과민성은 정상적인 정서 상태로의 복귀를 늦추고, 전전두엽 조절 영역의 결함을 반영할 수 있다. 뇌의 전두엽 피질 손상은 개인의 일상생활 관리 능력에 심각한 영향을 미칠 수 있는 행동 결함을 유발할 수 있다. 따라서 전두엽 장애와 같은 외상성 뇌손상 후 기간은 정서 조절 부전으로 특징지어질 수 있다. 이는 신경퇴행성 질환에서도 마찬가지이다.
정서 조절 부전의 가능한 발현으로는 극심한 눈물 흘림, 노여움 폭발 또는 물건을 파괴하거나 던지는 등의 행동 폭발, 자신 또는 타인에 대한 공격성, 자살 위협 등이 있다. 정서 조절 부전은 행동 문제를 유발하고, 가정, 학교 또는 직장에서의 사회적 상호작용 및 관계를 방해할 수 있다.

## 어원
'dysregulation(조절 부전)'이라는 단어는 접두사 dys-와 regulation(조절)을 결합하여 만들어진 신조어이다. 웹스터 사전에 따르면 dys-는 다양한 어원을 가지고 있으며 고대 그리스어에서 유래했다. 라틴어 및 그리스어 어원을 가지며, 고대 영어 tō-, te- '떨어져' 및 산스크리트어 dus- '나쁜, 어려운'과 유사하다. 이는 '반대' 또는 '부재'를 의미하는 접두사 dis-가 붙은 disregulation이라는 철자와 자주 혼동된다. disregulation은 조절의 제거 또는 부재를 의미하는 반면, dysregulation은 부적절하거나 비효율적인 조절 방식을 의미한다.

## 아동 정신병리학
아동의 정서 조절 부전과 후기 정신병리학 사이에는 연관성이 있다. 예를 들어, ADHD 증상은 정서 조절, 동기 부여 및 각성 문제와 관련이 있다. 한 연구에서는 생후 5개월 및 10개월 시점의 정서 조절 부전과 18개월 시점의 부모가 보고한 노여움 및 고통 문제 사이에 연관성을 발견했다. 생후 5개월 시점의 낮은 수준의 정서 조절 행동은 30개월 시점의 비순응적 행동과도 관련이 있었다. 정서 조절 부전과 아동 정신병리학 사이의 연관성이 발견되었지만, 초기 정서 조절 부전과 후기 정신병리학이 어떻게 관련되어 있는지에 대한 메커니즘은 아직 명확하지 않다.

## 증상
흡연, 자해, 식사장애, 그리고 중독은 모두 정서 조절 부전과 관련이 있다. 신체형 장애는 감정을 조절하고 경험하는 능력의 감소 또는 감정을 긍정적인 방식으로 표현하지 못함으로써 발생할 수 있다. 감정을 조절하는 데 어려움을 겪는 개인은 섭식 장애 및 물질 남용의 위험이 있는데, 이는 그들이 음식이나 물질을 감정을 조절하는 방법으로 사용할 수 있기 때문이다. 정서 조절 부전은 정신 질환, 특히 정동 장애인 우울증 또는 양극성 장애의 발병 위험이 증가한 사람들에게서도 발견된다.

### 유년기
조절 부전은 이 연령대에서 더 흔하며, 일반적으로 아동이 성장함에 따라 감소하는 것으로 보인다. 어린 시절에는 정서 조절 부전 또는 정서 반응성이 정서 장애를 나타내는 것이 아니라 상황적인 것으로 간주된다. 부모의 기분 장애를 유전적 및 환경적 결정 요인으로 고려하는 것이 중요하다. 우울 증상을 가진 부모의 자녀는 감정을 조절하는 전략을 배울 가능성이 적고 기분 장애를 물려받을 위험이 있다. 부모가 감정 조절에 어려움을 겪으면 자녀에게 제대로 조절하는 방법을 가르칠 수 없는 경우가 많다. 아동 발달에서 부모의 역할은 애착 이론에 의해 인정되며, 이는 양육자-아동 관계의 특성이 미래 관계에 영향을 미친다고 주장한다. 현재 연구에 따르면 애정 부족 및 적대감 증가를 특징으로 하는 부모-자녀 관계는 아동이 정서 조절 문제를 발전시키는 결과를 초래할 수 있다. 자녀의 정서적 필요가 무시되거나 거부되면, 미래에 감정을 다루는 데 더 큰 어려움을 겪을 수 있다. 또한, 부모 간의 갈등은 자녀의 정서 반응성 또는 조절 부전 증가와 관련이 있다. 관련된 다른 요인으로는 또래 관계의 질, 아동의 기질, 사회적 또는 인지적 이해가 포함된다. 추가적으로, 상실 또는 슬픔이 정서 조절 부전에 기여할 수 있다.
연구에 따르면 정서 조절의 실패는 행동화, 외현화 장애 또는 행동 문제의 표출과 관련이 있을 수 있다. 어려운 과제를 제시받았을 때, 정서 조절 결함(고위험)이 있는 아동은 정서 조절 문제가 없는 아동(저위험)보다 과제에 주의를 기울이는 시간이 적었고, 짜증을 내거나 초조해하는 시간이 더 많았다. 고위험 아동은 자기 조절에 어려움을 겪었고, 양육자의 요구를 따르는 데 어려움을 겪었으며 더 반항적이었다. 정서 조절 부전은 아동기 사회적 위축과도 관련이 있다.

#### 내재화 행동
아동의 정서 조절 부전은 다음과 같은 내재화 장애 행동과 관련될 수 있다.
- 상황에 비해 너무 강렬한 감정을 드러냄;
- 화가 났을 때 진정하기 어려움;
- 부정적 정서를 감소시키기 어려움;
- 스스로를 진정시키는 능력이 떨어짐;
- 정서적 경험을 이해하기 어려움;
- 부정적 감정을 다룰 때 회피적이거나 공격적이 됨;
- 더 많은 부정적 감정을 경험함.

#### 외현화 행동
아동의 정서 조절 부전은 다음과 같은 외현화 장애 행동과 관련될 수 있다.
- 더 극단적인 감정을 드러냄;
- 정서적 신호를 식별하기 어려움;
- 자신의 감정을 인식하기 어려움;
- 부정적인 것에 초점을 맞춤;
- 주의를 통제하기 어려움;
- 충동적임;
- 부정적인 감정을 감소시키기 어려움;
- 화가 났을 때 진정하기 어려움.

### 청소년기
청소년의 정서 조절 부전은 우울 장애, 불안 장애, 외상 후 스트레스 장애, 양극성 장애, 경계선 인격장애, 물질 사용 장애, 알코올 사용 장애, 섭식 장애, 반항 장애, 파괴적 기분조절부전장애를 포함한 많은 정신 건강 장애의 위험 요인이다. 조절 부전은 또한 자해, 자살성 사고, 자살 시도, 위험한 성 행동과 관련이 있다. 정서 조절 부전은 진단명이 아니라 개입이 필요할 수 있는 정서적 또는 행동적 문제의 지표이다.
애착 이론과 불안정한 애착 개념은 정서 조절 부전과 관련이 있다. 애착 안정성이 높을수록 딸의 정서 조절 부전은 낮아진다. 또한, 여학생들이 남학생들보다 정서 조절 부전으로 어려움을 겪는 경우가 더 많다는 것이 관찰되었다. 치료나 정신과 시설 입원과 같은 전문적인 치료가 권장된다.

### 성인기
정서 조절 부전은 상황에 비해 과도하게 보이는 정서적 반응으로 나타나는 경향이 있다. 정서 조절 부전을 겪는 개인은 진정하기 어려워하거나, 어려운 감정을 회피하거나, 부정적인 것에 초점을 맞출 수 있다. 평균적으로 여성은 남성보다 정서 반응성 척도에서 더 높은 점수를 받는 경향이 있다. 아일랜드 유니버시티 칼리지의 연구에 따르면, 조절 부전은 감정을 다루는 자신의 능력에 대한 부정적인 감정 및 성인의 반추와 상관관계가 있다. 그들은 또한 정신 장애의 영향을 받지 않은 개인 표본에서도 조절 부전이 흔하다는 것을 발견했다.
경계선 인격장애의 핵심 특징인 정서 조절 부전의 일부는 정동 불안정성인데, 이는 강한 정동 강도와 빠른 정서 발현을 동반하는 기분의 빠르고 빈번한 변화로 나타나며, 종종 환경 자극에 의해 유발된다. 안정적인 정서 상태로의 복귀가 현저히 지연되어 정서적 균형을 달성하는 데 어려움이 가중된다. 이러한 불안정성은 심리사회적 단서에 대한 급성 민감성에 의해 더욱 심화되어 감정을 효과적으로 관리하는 데 상당한 어려움을 초래한다.

## 관계에 미치는 영향

### 기존 관계
관계는 일반적으로 더 나은 행복과 관련이 있지만, 관계 불만족은 이혼 증가, 건강 악화, 잠재적 폭력으로 이어질 수 있다. 정서 조절 부전은 관계의 질과 전반적인 만족도에 영향을 미친다. 정서 조절 부전을 겪는 개인은 건강한 관계를 유지하기 어려울 수 있다. 정서 조절 부전으로 어려움을 겪는 사람들은 스트레스 요인에 노출될 때 종종 외현화하거나 내재화하거나 해리한다. 이러한 행동은 감정을 조절하려는 시도이지만, 관계에서 스트레스를 해결하는 데 비효과적인 경우가 많다. 이는 일반적으로 관계에 대한 강렬한 불안, 경계를 설정하고 유지하는 능력 부족, 빈번하고 파괴적인 논쟁, 외로움에 대한 집착, 관계 상실에 대한 걱정, 타인에 대한 질투 또는 이상화 감정으로 나타난다. 이러한 감정은 집착, 질식시키기, 통제하려 하기와 같은 지지 추구 행동을 동반할 수 있다.
정서 조절 부전의 반대인 정서 조절은 관계를 강화시킨다. 특히 부정적 정서를 조절하는 능력은 긍정적인 대처와 관련이 있으며, 따라서 더 높은 관계 만족도로 이어진다. 정서 조절 및 의사소통 기술은 안정적인 애착과 관련이 있으며, 이는 더 높은 파트너 지원뿐만 아니라 부정적인 경험을 논의하고 갈등을 해결하는 데 개방성과 관련이 있다. 반면, 정서 조절 부전은 관계에 부정적인 영향을 미친다. 여러 연구에서 정서 조절 부전이 관계의 질에 미치는 영향을 언급하고 있다. 한 연구에서는 충동 조절 또는 조절 전략이 부족한 커플의 관계 만족도가 더 낮다는 것을 발견했다. 다른 연구에서는 남편과 아내 모두의 정서 반응성이 결혼 생활의 질과 파트너 반응성에 대한 인식과 부정적으로 관련되어 있음을 발견했다. 문헌은 조절 부전이 인지된 비판의 사례를 증가시키고, 신체적 및 심리적 폭력에 기여하며, 우울증, 불안 및 성적 어려움을 악화시킨다고 결론짓는다. 조절 부전은 또한 공감을 낮추고 관계 만족도, 질 및 정서적 친밀성을 감소시키는 것으로 관찰되었다.

#### 성 건강
연구 결과에 따르면 높은 수준의 정서 반응성이 성적 욕구 증가 또는 감소와 관련이 있는지에 대해 상충된다. 또한, 이러한 효과는 성별 간 관찰된 정서 반응성 차이에 따라 남성과 여성 간에 다를 수 있다. 일부 연구는 여성의 높은 정서 반응성이 남성 파트너의 더 큰 성적 매력과 관련이 있다고 주장한다. 그러나 감정 조절의 어려움은 능력과 전반적인 만족도 모두에서 좋지 않은 성 건강과 관련이 있다.
정서 조절 부전은 비합의적이고 폭력적인 성적 만남에서 역할을 한다. 정서 조절 기술은 남성의 성적 매력을 조절하여 언어적 강요를 막는다. 결과적으로, 정서 조절 기술의 부족은 성적 맥락에서 내재화 및 외현화 행동을 유발할 수 있다. 이는 폭력을 의미할 수 있으며, 이는 감정을 조절하는 전략으로 작용할 수 있다. 비폭력적인 맥락에서, 불안정한 애착을 가진 개인은 관계에 대한 필요를 충족시키거나 성관계를 통해 관계 문제를 해결하려고 할 수 있다. 정서 조절 부전은 성적 상황에서 자신을 표현하지 못하는 것과 관련이 있기 때문에 의사소통이 방해될 수 있다. 이는 피해를 야기할 뿐만 아니라 추가적인 성적 어려움을 초래할 수 있다. 따라서 감정을 인식하고 부정적 정서를 표현하는 능력은 성적 맥락을 포함하여 의사소통 및 사회 적응에 중요하다.

#### 매개 효과
개인의 특성과 경험이 위에 나열된 외현화 및 내재화 행동에 기여할 수 있지만, 정서 조절에는 대인 관계 측면이 있다. 효과적으로 함께 조절하는 커플은 더 높은 정서적 만족도와 안정성을 가진다. 관계에서 감정을 솔직하게 논의하는 것은 불안감을 인정하고 친밀감을 높이는 데 도움이 될 수 있다. 정서 조절 부전으로 어려움을 겪는 파트너를 위한 치료법이 있다. 커플 치료는 관계에서 정서 조절 과정에 긍정적인 영향을 미쳐 관계 만족도와 질을 향상시키는 효과적인 방법으로 입증되었다.

## 보호 요인
양육자와의 초기 경험은 정서 조절의 차이로 이어질 수 있다. 양육자가 영아의 신호에 반응하는 방식은 영아가 자신의 정서 체계를 조절하는 데 도움이 될 수 있다. 아동을 압도하거나 예측 불가능한 양육자 상호작용 방식은 정서 조절 발달을 저해할 수 있다. 효과적인 전략은 요구하기보다는 원하는 행동을 모델링하는 등 아동과 협력하여 자기 통제 발달을 지원하는 것을 포함한다.
아동이 노출되는 환경의 풍부함은 정서 조절 발달에 도움이 된다. 환경은 적절한 수준의 자유와 제약을 제공해야 한다. 환경은 아동이 자기 조절을 연습할 기회를 제공해야 한다. 과도한 자극이나 지나친 욕구불만 없이 사회 기술을 연습할 기회가 있는 환경은 아동이 자기 조절 기술을 개발하는 데 도움이 된다.

## 물질 사용
젊은 성인의 정서 조절 부전과 물질 사용 간의 연관성을 설명하기 위해 아동 학대, 코르티솔 수치, 가족 환경, 우울 및 불안 증상 등 여러 변수가 탐구되었다. 빌헤나-처칠(Vilhena-Churchill)과 골드스틴(Goldstein, 2014)은 아동 학대와 정서 조절 부전 간의 연관성을 탐구했다. 더 심각한 아동 학대는 감정 조절의 어려움 증가와 관련이 있는 것으로 나타났으며, 이는 다시 마리화나를 사용하여 대처할 가능성이 더 높다는 것과 관련이 있었다. 클리버(Kliewer) 등(2016)은 도시 청소년의 부정적인 가족 정서 분위기, 정서 조절 부전, 둔화된 예상 코르티솔, 물질 사용 간의 관계에 대한 연구를 수행했다. 부정적인 가족 정서 분위기가 증가할수록 높은 수준의 정서 조절 부전과 관련이 있는 것으로 나타났으며, 이는 물질 사용 증가와 관련이 있었다. 여아는 둔화된 예상 코르티솔 수치를 보였으며, 이는 물질 사용 증가와도 관련이 있었다. 아동기 사건과 정서 조절 부전을 동반한 가족 분위기는 모두 물질 사용과 연관된 요인으로 보인다. 프로섹(Prosek), 지오다노(Giordano), 워엘러(Woehler), 프라이스(Price), 맥컬러(McCullough, 2018)는 대학 불법 물질 사용자들의 정신 건강과 정서 조절 간의 관계를 탐구했다. 불법 약물 사용자들은 더 높은 수준의 우울 및 불안 증상을 보고했다. 정서 조절 부전은 불법 약물 사용자들에게서 더 두드러지게 나타났는데, 이는 그들이 감정이 발생할 때 감정에 대한 명확성이 떨어지고 인식이 부족하다는 의미였다.

## 치료
많은 사람들이 조절 부전을 경험하고 때때로 통제할 수 없는 감정으로 어려움을 겪을 수 있다. 따라서 잠재적인 근본적인 문제들을 심각성 판단에 고려하는 것이 중요하다. 감정을 적절하게 표현하고 조절하는 능력은 더 나은 관계 및 정신 건강과 관련이 있으므로, 부모의 지지는 정서 조절 부전으로 어려움을 겪는 아동의 감정을 조절하는 데 도움이 될 수 있다. 부모가 이 문제를 해결하도록 돕는 훈련은 예측 가능성과 일관성에 초점을 맞춘다. 이러한 원칙은 익숙함을 통해 편안함과 안전감을 제공한다고 여겨진다.
인지 행동 치료가 이러한 정신과적 질환에 가장 널리 처방되는 치료법이지만, 정서 조절 부전에 일반적으로 처방되는 심리요법 치료는 변증법적 행동치료로, 이는 마음챙김, 변증법이라는 개념, 그리고 수용 (심리학)의 중요성과 건강한 행동 습관 유지에 대한 강조를 촉진하는 심리 치료법이다.
ADHD의 일부로 진단된 경우, 메틸페니데이트(리탈린)와 같은 노르에피네프린 및 도파민 재흡수 억제제와 아토목세틴이 종종 사용된다. 일부 연구에서는 ADHD 및 정서 문제를 가진 사람들을 위한 비약물적 치료의 가능성도 보였지만, 연구는 제한적이며 추가 조사가 필요하다.
안구 운동 둔감화 및 재처리(EMDR)는 조절 부전이 이전 심적외상의 증상인 경우 정서 조절 부전으로부터 회복하는 데 도움이 될 수 있다. 치료 외에도 개인이 자신의 감정을 인식하고 사건과 반응 사이에 공간을 두는 데 도움이 되는 유용한 전략이 있다. 여기에는 마음챙김, 확언, 감사 (태도) 일기 쓰기 등이 포함된다. 최면 또한 정서 조절을 개선하는 데 도움이 될 수 있다. 요가 및 유산소 운동과 같은 움직임도 조절 및 마음이 행동에 미치는 영향을 이해하는 능력을 돕는 치료 효과를 가질 수 있다.

## 같이 보기
- 부신기능부전
- 감정표현불능증
- 불안
- 품행 장애
- 정서적 자기조절
- 불안 및 스트레스 관련 장애의 후성유전학
- 감정실금
- 감소된 정동 표현
- 영적 위기
- WAVE Trust